# King Ghidorah
King Ghidorah(キングギドラ, Kingu Gidora) é um kaiju, um Wyvern fictício criado pelos estúdios Toho.
Ele possui 50-140 metros de altura e pesa 25,000-80,000 toneladas em sua primeira aparição, no caso, o filme Ghidorah, the Three-Headed Monster de 1964. 